# Hirschhausens Quiz des Menschen

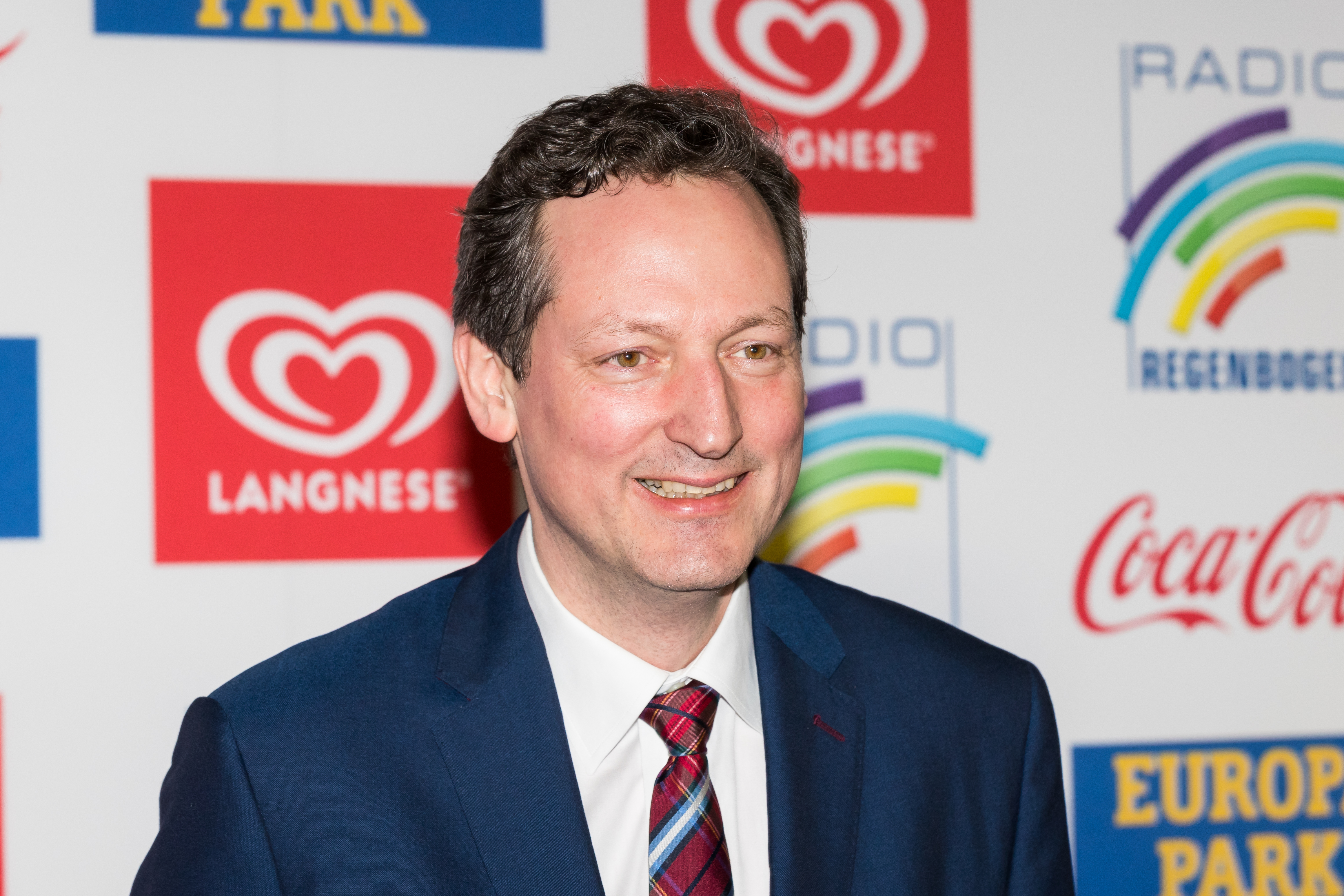
Moderator Eckart von Hirschhausen

Hirschhausens Quiz des Menschen (von 2010 bis 2013 Das fantastische Quiz des Menschen) war eine deutsche Quizsendung, die erstmals am 2. September 2010 im Ersten ausgestrahlt wurde. Moderator war Eckart von Hirschhausen. Die Wiederholungen werden in mehreren Dritten Programmen ausgestrahlt.
Die Nachfolgesendung war Was kann der Mensch? Die Hirschhausen-Show von 2023 bis 2025, in deren Mittelpunkt die Fähigkeiten der Menschen stand.

## Inhalt und Ablauf der Sendung
Themen der Sendungen sind der menschliche Körper und medizinische Phänomene. Dabei ist der Inhalt weit gefasst; es geht beispielsweise auch um Humor und Wahrnehmung.
Zwei bis drei Teams, die jeweils aus zwei Prominenten bestehen, treten gegeneinander an. In mehreren Runden müssen sie Quizfragen nach dem Multiple-Choice-Prinzip beantworten oder spielerische Aufgaben lösen. Die Punktzahl steigt von Runde zu Runde. Zunächst geht es um 10 Punkte, dann um 20 Punkte usw. Im Finale müssen verschiedene Elemente in einer Rangordnung sortiert werden, zum Beispiel von wenig bis viel oder früh bis spät. Ein Element ist zur Orientierung vorgegeben. Das Team, das im Laufe der Sendung mehr Punkte erspielt hat, darf die Kategorie auswählen und zuerst ein Element zuordnen. Wer zuerst vier richtige Zuordnungen schafft, gewinnt die Sendung. Das Gewinnerteam spendet das gewonnene Geld für einen guten Zweck.
Der Moderator Eckart von Hirschhausen erklärt als ausgebildeter Arzt die verschiedenen Themen. Vor jeder Sendung besucht er eine medizinische Einrichtung oder einen Menschen mit einer besonderen medizinischen Geschichte. Diese Aktion wird dann in der Show gezeigt und ist mit einer Quizfrage verbunden.

## Ausgaben
Die Gewinnerteams sind jeweils grün hinterlegt.

### Staffel 1
| Folge | Datum        | Team 1                                         | Team 2                                | Team 3                                |
| ----- | ------------ | ---------------------------------------------- | ------------------------------------- | ------------------------------------- |
| 1     | 2. Sep. 2010 | - Ulla Kock am Brink - Markus Maria Profitlich | - Eva Habermann - Matthias Opdenhövel | - Claudia Kleinert - Hellmuth Karasek |
| 2     | 9. Sep. 2010 | - Ina Müller - Jürgen von der Lippe            | - Mareile Höppner - Wayne Carpendale  | - Grit Boettcher - Oliver Mommsen     |

### Staffel 2
| Folge | Datum         | Team 1                               | Team 2                           | Team 3                                |
| ----- | ------------- | ------------------------------------ | -------------------------------- | ------------------------------------- |
| 3     | 8. Sep. 2011  | - Erika Berger - Jan Hofer           | - Cornelia Poletto - Sven Plöger | - Bärbel Schäfer - Dennis Wilms       |
| 4     | 15. Sep. 2011 | - Kim Fisher - Ingolf Lück           | - Andrea Kiewel - Ralf Schmitz   | - Sven Lorig - Rosi Mittermaier       |
| 5     | 22. Sep. 2011 | - Bettina Tietjen - Bernhard Hoëcker | - Axel Stein - Carolin Kebekus   | - Maren Kroymann - Steffen Hallaschka |

### Staffel 3
| Folge | Datum         | Team 1                                 | Team 2                                   | Team 3                               |
| ----- | ------------- | -------------------------------------- | ---------------------------------------- | ------------------------------------ |
| 6     | 6. Sep. 2012  | - Jana Ina Zarrella - Claudia Kleinert | - Katrin Müller-Hohenstein - Georg Hackl | - Hugo Egon Balder - Michael Kessler |
| 7     | 13. Sep. 2012 | - Andrea Kathrin Loewig - Marc Bator   | - Stefanie Hertel - Guido Cantz          | - Betty Heidler - Johannes B. Kerner |

### Staffel 4
| Folge | Datum         | Team 1                                 | Team 2                               | Team 3                            |
| ----- | ------------- | -------------------------------------- | ------------------------------------ | --------------------------------- |
| 8     | 17. Jan. 2013 | - Jutta Speidel - Patrick Lindner      | - Mareile Höppner - Jens Riewa       | - Maite Kelly - Giovanni Zarrella |
| 9     | 24. Jan. 2013 | - Ulrike von der Groeben - Marcel Reif | - Mariella Ahrens - Steffen Henssler | - Gesine Cukrowski - Ingo Nommsen |

### Staffel 5
| Folge | Datum         | Team 1                                | Team 2                             | Team 3                               |
| ----- | ------------- | ------------------------------------- | ---------------------------------- | ------------------------------------ |
| 10    | 30. Mai 2013  | - Ann-Kathrin Kramer - Joachim Llambi | - Judith Rakers - Matze Knop       | - Barbara Schöneberger - Ingolf Lück |
| 11    | 6. Juni 2013  | - Franziska Schenk - Fabian Hambüchen | - Sabine Postel - Sven Plöger      | - Janine Kunze - Thomas Hermanns     |
| 12    | 13. Juni 2013 | - Sarah Wiener - Nelson Müller        | - Eva Habermann - Micky Beisenherz | - Miriam Pielhau - Bernd Stelter     |
| 13    | 20. Juni 2013 | - Judith Rakers - Matze Knop          | - Sabine Postel - Sven Plöger      | - Sarah Wiener - Nelson Müller       |

### Staffel 6
| Folge | Datum        | Team 1                               | Team 2                               | Team 3                          |
| ----- | ------------ | ------------------------------------ | ------------------------------------ | ------------------------------- |
| 14    | 29. Mai 2014 | - Christina Obergföll - Julius Brink | - Sonja Zietlow - Wigald Boning      | - Michaela May - Hans Sigl      |
| 15    | 5. Juni 2014 | - Barbara Meier - Lutz van der Horst | - Ulrike Kriener - Christoph M. Ohrt | - Ross Antony - Stefanie Hertel |

### Staffel 7
| Folge | Datum         | Team 1                               | Team 2                                   | Team 3                            |
| ----- | ------------- | ------------------------------------ | ---------------------------------------- | --------------------------------- |
| 16    | 18. Sep. 2014 | - Mirja Boes - Magdalena Brzeska     | - Richy Müller - Oliver Mommsen          | - Fernanda Brandão - Stefan Mross |
| 17    | 25. Sep. 2014 | - Linda Zervakis - Gerald Asamoah    | - Collien Ulmen-Fernandes - Max Giermann | - Katarina Witt - Thomas Heinze   |
| 18    | 2. Okt. 2014  | - Sandra Maischberger - Arnd Zeigler | - Frauke Ludowig - Christian Neureuther  | - Bernhard Hoëcker - Motsi Mabuse |
| 19    | 9. Okt. 2014  | - Mirja Boes - Magdalena Brzeska     | - Katarina Witt - Thomas Heinze          | - Bernhard Hoëcker - Motsi Mabuse |

### Staffel 8
| Folge | Datum         | Team 1                                   | Team 2                                   | Team 3                             |
| ----- | ------------- | ---------------------------------------- | ---------------------------------------- | ---------------------------------- |
| 20    | 21. Mai 2015  | - Kim Fisher - Thomas Anders             | - Jana Ina - Alexander Herrmann          | - Anne Gesthuysen - Frank Plasberg |
| 21    | 4. Juni 2015  | - Enissa Amani - Götz Alsmann            | - Esther Schweins - Götz Otto            | - Andrea Kiewel - Wayne Carpendale |
| 22    | 3. Sep. 2015  | - Magdalena Neuner - Matthias Opdenhövel | - Janine Kunze - Bürger Lars Dietrich    | - Katja Burkard - Jens Riewa       |
| 23    | 10. Sep. 2015 | - Sara Nuru - Steffen Hallaschka         | - Sonya Kraus - Ingolf Lück              | - Bettina Tietjen - Lars Riedel    |
| 24    | 17. Sep. 2015 | - Jorge González - Tim Mälzer            | - Natalia Wörner - Armin Rohde           | - Maite Kelly - Luke Mockridge     |
| 25    | 15. Okt. 2015 | - Jorge González - Tim Mälzer            | - Magdalena Neuner - Matthias Opdenhövel | - Sara Nuru - Steffen Hallaschka   |

### Staffel 9
| Folge | Datum         | Team 1                                          | Team 2                                      | Team 3                                      |
| ----- | ------------- | ----------------------------------------------- | ------------------------------------------- | ------------------------------------------- |
| 26    | 2. Juni 2016  | - Enie van de Meiklokjes - Jürgen von der Lippe | - Ulrike von der Groeben - Fabian Hambüchen | - Anja Kling - Hans Sigl                    |
| 27    | 9. Juni 2016  | - Ann-Kathrin Kramer - Hannes Jaenicke          | - Margie Kinsky - Bill Mockridge            | - Nina Eichinger - Thomas Hermanns          |
| 28    | 29. Sep. 2016 | - Carolin Kebekus - Olaf Schubert               | - Jutta Speidel - Ingo Naujoks              | - Linda Zervakis - Marco Schreyl            |
| 29    | 6. Okt. 2016  | - Linda Hesse - Matze Knop                      | - Petra Gerster - Guido Cantz               | - Christine Neubauer - Francis Fulton-Smith |
| 30    | 13. Okt. 2016 | - Sandra Maischberger - Joachim Llambi          | - Maren Kroymann - Antoine Monot, Jr.       | - Lisa Feller - Matthias Steiner            |
| 31    | 20. Okt. 2016 | - Sandra Maischberger - Olaf Schubert           | - Linda Hesse - Matze Knop                  | - Lisa Feller - Matthias Steiner            |

### Staffel 10
| Folge | Datum         | Team 1                                           | Team 2                                               | Team 3                               |                                   |
| ----- | ------------- | ------------------------------------------------ | ---------------------------------------------------- | ------------------------------------ | --------------------------------- |
| 32    | 11. Mai 2017  | - Andrea Kaiser - Arne Friedrich                 | - Claudia Kleinert - Constantin Schreiber            | - Mimi Fiedler - Uwe Ochsenknecht    | - Mimi Fiedler - Uwe Ochsenknecht |
| 33    | 18. Mai 2017  | - Laura Wontorra - Frank Buschmann               | - Katrin Müller-Hohenstein - Wigald Boning           | - Ruth Moschner - Alexander Kumptner |                                   |
| 34    | 7. Sep. 2017  | - Sabine Postel - Frank Rosin                    | - Sonya Kraus - Steffen Hallaschka                   |                                      |                                   |
| 35    | 14. Sep. 2017 | - Jeannine Michaelsen - Jürgen von der Lippe     | - Dunja Hayali - Ingo Zamperoni                      |                                      |                                   |
| 36    | 21. Sep. 2017 | - Kim Fisher - Olivia Jones                      | - Christine Neubauer - Guido Cantz                   |                                      |                                   |
| 37    | 28. Okt. 2017 | - Judith Rakers - Jorge González - Bülent Ceylan | - Veronica Ferres - Thomas Heinze - Rolando Villazón |                                      |                                   |

### Staffel 11
| Folge | Datum         | Team 1                                     | Team 2                                        |
| ----- | ------------- | ------------------------------------------ | --------------------------------------------- |
| 38    | 19. Apr. 2018 | - Katrin Bauerfeind - Jürgen von der Lippe | - Andrea Kiewel - Jürgen Vogel                |
| 39    | 26. Apr. 2018 | - Sonya Kraus - Sven Plöger                | - Andrea Sawatzki - Dietmar Bär               |
| 40    | 3. Mai 2018   | - Linda Zervakis - Wayne Carpendale        | - Motsi Mabuse - Christian Neureuther         |
| 41    | 22. Sep. 2018 | - Sonya Kraus - Chris Tall - Axel Milberg  | - Beatrice Egli - Sven Plöger - Til Schweiger |
| 42    | 20. Dez. 2018 | - Stefanie Hertel - Michael Kessler        | - Barbara Wussow - Guido Cantz                |

### Staffel 12
| Folge | Datum         | Team 1                                            | Team 2                                          |
| ----- | ------------- | ------------------------------------------------- | ----------------------------------------------- |
| 43    | 9. Mai 2019   | - Janine Kunze - Stefan Mross                     | - Mareile Höppner - Oliver Mommsen              |
| 44    | 16. Mai 2019  | - Ingo Naujoks - Kim Fisher                       | - Anna Loos - Antoine Monot Jr.                 |
| 45    | 23. Mai 2019  | - Sandra Maischberger - Steffen Hallaschka        | - Caroline Frier - Guido Cantz                  |
| 46    | 30. Mai 2019  | - Ingolf Lück - Ruth Moschner                     | - Lisa Feller - Torsten Sträter                 |
| 47    | 21. Sep. 2019 | - Olaf Schubert - Uwe Ochsenknecht - Verona Pooth | - Motsi Mabuse - Nico Santos - Wayne Carpendale |

### Staffel 13
| Folge | Datum         | Team 1                                                 | Team 2                                                    |
| ----- | ------------- | ------------------------------------------------------ | --------------------------------------------------------- |
| 48    | 7. März 2020  | - Cordula Stratmann - Kim Fisher - Linda Zervakis      | - Horst Lichter - Jörg Pilawa - Tim Bendzko               |
| 49    | 29. Aug. 2020 | - Janine Kunze - Oliver Mommsen - Bastian Bielendorfer | - Beatrice Egli - Nelson Müller - Bülent Ceylan           |
| 50    | 12. Sep. 2020 | - Edin Hasanović - Ina Müller - Martin Rütter          | - Alexander Herrmann - Bernhard Hoëcker - Stefanie Hertel |

### Staffel 14
| Folge | Datum         | Team 1                                                     | Team 2                                               |
| ----- | ------------- | ---------------------------------------------------------- | ---------------------------------------------------- |
| 51    | 5. Mai 2021   | - Alexander Kumptner - Motsi Mabuse - Jürgen von der Lippe | - Rea Garvey - Sonja Zietlow - Torsten Sträter       |
| 52    | 28. Aug. 2021 | - Florian Silbereisen - Meltem Kaptan - Michael Kessler    | - Esther Sedlaczek - Jana Ina Zarrella - Sven Plöger |
| 53    | 11. Sep. 2021 | - Ali Güngörmüş - Martin Brambach - Sabine Heinrich        | - Jorge González - Sabine Postel - Vanessa Mai       |

### Staffel 15
| Folge | Datum         | Team 1                                                   | Team 2                                                     |
| ----- | ------------- | -------------------------------------------------------- | ---------------------------------------------------------- |
| 54    | 5. März 2022  | - Wayne Carpendale - Elena Uhlig - Michael Patrick Kelly | - Uwe Ochsenknecht - Laura Wontorra - Bülent Ceylan        |
| 55    | 7. Mai 2022   | - Smudo - Judith Williams - Samuel Koch                  | - Rúrik Gíslason - Enie van de Meiklokjes - Frank Plasberg |
| 56    | 30. Juni 2022 | - Guido Cantz - Sonya Kraus - Riccardo Simonetti         | - Jana Ina Zarrella - David Garrett - Meltem Kaptan        |